# Nagybudmér
Nagybudmér é um município da Hungria, situado no condado de Baranya. Tem 10,22 km² de área e sua população em 2019 foi estimada em 148 habitantes.